# Fête religieuse celtique
 (août 2020).
Si vous disposez d'ouvrages ou d'articles de référence ou si vous connaissez des sites web de qualité traitant du thème abordé ici, merci de compléter l'article en donnant les références utiles à sa vérifiabilité et en les liant à la section « Notes et références ».
Dans la religion des Celtes, il y a quatre fêtes religieuses majeures qui sont mentionnées de façon récurrente dans les textes mythologiques irlandais[réf. nécessaire] : Samain, Imbolc, Beltaine et Lugnasad. Elles ont un caractère obligatoire pour tous les membres de la société[réf. nécessaire] et se célèbrent sous l’autorité de la classe sacerdotale, principalement les druides. L’année celtique se décompose en deux saisons : une saison sombre qui commence à Samain et une saison claire qui débute à Beltaine[réf. nécessaire].
Note : cet article est exclusivement consacré aux fêtes religieuses des Celtes de l’antiquité, pas aux rites du néo-druidisme contemporain.

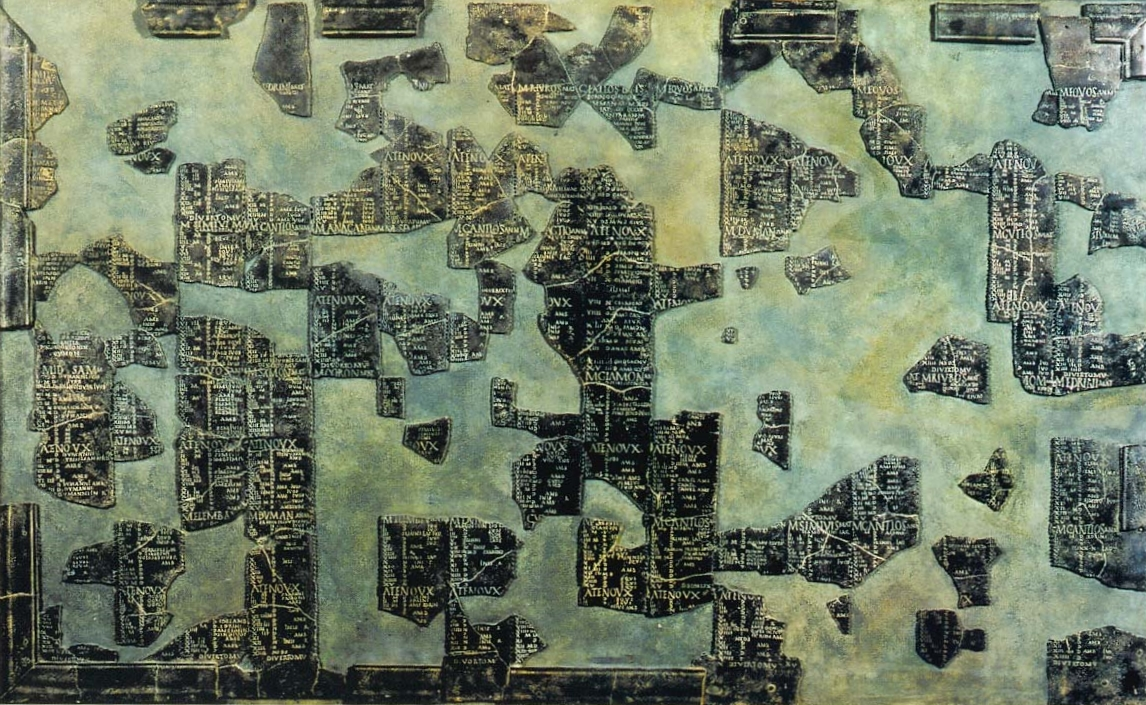
Le calendrier de Coligny.

## Les quatre fêtes religieuses

### Samain / Samonios
Samain, (Samonios en gaulois), a lieu un peu après le 1er novembre de notre calendrier. En effet le calendrier gaulois est luni-solaire alors que le calendrier actuel (grégorien) est solaire. En 2015 Samonios commencera le 8 novembre ou plus exactement le 7 novembre[réf. nécessaire] au coucher du soleil puisque les jours gaulois, les latia (lation au singulier) commencent et finissent au coucher du soleil.
C'est une fête de transition, elle célèbre le début de l'année nouvelle, ainsi que le passage  de la saison claire à la saison sombre (fin des conquêtes et des rafles pour les guerriers et la fin des travaux agraires pour les agriculteurs-éleveurs)[réf. nécessaire]. Les festivités durent trois jours et trois nuits.
Samonios vient de Samonion, dont le nom signifie « réunion »[réf. nécessaire]; c'est une fête obligatoire qui donne lieu à des rites druidiques, des assemblées, des libations et des banquets rituels[réf. nécessaire] ; son caractère religieux la place sous l’autorité de la classe sacerdotale des druides. 
Elle est mentionnée dans de nombreux récits épiques irlandais car, de par sa définition, elle est propice aux évènements magiques et mythiques. Son importance chez les Celtes est incontestable, puisqu’on la retrouve en Gaule sous la mention Tri nox Samoni (les trois nuits de Samain), durant le mois de samonios (approximativement le mois de novembre), sur le calendrier de Coligny.
C'est une période spéciale où le passage entre le monde des dieux et celui des humains est ouvert. 
Sa survivance est Halloween (31 octobre) et sa christianisation la Toussaint (1er Novembre) et la Fête des Morts (2 Novembre).

### Imbolc
La fête d’Imbolc, Imbiuolcaia en gaulois[réf. nécessaire], a lieu vers le 1er février – mois qui correspond à celui d’anagantios selon le calendrier de Coligny. C’est une fête de purification qui prend place à la fin de l’hiver, le nom signifie d’ailleurs « lustration ».
En Irlande la célébration de sainte Brigitte à cette date conduit à penser qu’Imbolc se déroulait sous le patronage de la déesse préchrétienne Brigit et qu’un culte de la fécondité pouvait y être lié. 
Sa survivance est probablement la chandeleur[réf. nécessaire] et sa christianisation la fête de Sainte Brigitte[réf. nécessaire] ainsi que le jour de la marmotte[réf. nécessaire] (rendue célèbre par le film Un jour sans fin) aux États-Unis et au Canada.

### Beltaine
Beltaine, Belt an en gaulois[réf. nécessaire] = le feu brillant ou le feu de Bélénos, qui veut dire "le brillant" (Bealtaine ou Beilteine) est chronologiquement la troisième des quatre grandes fêtes religieuses de l’année celtique[réf. nécessaire]. Elle est le pendant de Samain et marque le début de la saison estivale[réf. nécessaire] et a lieu le 1er mai (giamonios, selon le calendrier de Coligny)[réf. nécessaire]. C’est le passage de la saison sombre à la saison claire[réf. nécessaire], avec tous les changements que cela implique : reprise de la chasse, de la guerre, des razzias, des conquêtes pour les guerriers[réf. nécessaire], début des travaux agraires et champêtres pour les agriculteurs et les éleveurs.
Sur le plan religieux, c’est une fête sacerdotale, dont le nom signifie « feu de Bel »[réf. nécessaire]. En Gaule elle est en rapport avec Belenos et sa parèdre Belisama (« la Très  Brillante »). En Irlande, c’est à cette date que sont arrivés les différents occupants de l'île, si on se réfère au Lebor Gabála Érenn (les Livres des conquêtes de l'Irlande). Les récits insistent sur les feux allumés par les druides, prononçant des incantations magiques pendant que l’on fait passer le bétail entre ces feux, afin de le protéger des épidémies. Dans la vie de Saint Patrick  Saint Patrick allume un feu pascal avant le feu de Beltaine, ce qui est strictement interdit, mais personne ne peut l'éteindre.
Sa survivance est possiblement la plantation du Mai[réf. nécessaire] et sa christianisation est peut-être le  feu pascal[réf. nécessaire].

### Lugnasad
Lugnasad, Luginaissatis en gaulois[réf. nécessaire] dont le nom signifie « assemblée de Lug », est dédiée à Lug, le dieu primordial des Tuatha Dé Danann. Elle a lieu le 1er août[Où ?], pendant la période des récoltes. C’est de la fête du roi dans sa fonction de redistributeur des richesses et d’équité[réf. nécessaire], sous l’autorité des druides. C’est aussi l’occasion de régler les contentieux, de célébrer des mariages, d’entendre des poètes et des musiciens[réf. nécessaire], d’organiser des jeux et des courses.
En Italie, cette fête correspond au 15 août et est connue sous le nom de Ferragosto.
Sa survivance sont possiblement les foires à chevaux situés au mois d'août[réf. nécessaire] et sa christianisation est probablement la Saint-Pierre-aux-Liens[réf. nécessaire].

### Vidéos
Chaîne YouTube Imaginaire Celtique : "Les Fêtes celtiques 1", avec Frédéric Armao, Maître de Conférences HDR à l'Université de Toulon.
Chaîne YouTube Imaginaire Celtique : "Les Fêtes celtiques 2", avec Frédéric Armao, Maître de Conférences HDR à l'Université de Toulon.